# Le Pari (film, 2014)
Pour les articles homonymes, voir Le Pari.
Pour plus de détails, voir Fiche technique et Distribution.
Le Pari ou Le Repêchage au Québec (Draft Day) est un film américain réalisé par Ivan Reitman et sorti en 2014. Il se déroule dans l'univers du football américain. Kevin Costner y incarne le manager général des Browns de Cleveland.
Le film reçoit des critiques partagées et est un échec commercial. Il s'agit du dernier long métrage d'Ivan Reitman comme réalisateur, avant son décès en février 2022.

## Synopsis
Le directeur général des Cleveland Browns, Sonny Weaver Jr., est confronté à des décisions commerciales difficiles, d'autant plus que la draft 2014 approche à grands pas. Pour aggraver les choses, le décès récent de son père et les projets d'obsèques créent une rupture entre sa mère, Barbara. N'étant pas au courant de l'utilisation de la méthode sabrémétrique, Sonny a l'intention d'échanger des choix avec les Seahawks de Seattle, afin que les Browns puissent obtenir un choix plus tôt lors de la draft. Anthony Molina, le propriétaire des Cleveland Browns, souhaite que Sonny adopte une approche plus agressive en sélectionnant le meilleur prospect possible lors du premier tour de la draft.
Sonny diffuse des images d'archives impliquant les prospects universitaires Vontae Mack et Bo Callahan. Sonny semble préférer Mack à Callahan, car un meneur de jeu défensif serait plus important que les besoins de l'offensive. Mack est un secondeur de l'Ohio State, tandis que Callahan est un quart-arrière du Wisconsin. Les deux se sont rencontrés au cours de la saison, où Mack a limogé Callahan à quatre reprises au cours de sa carrière universitaire, offrant à Sonny l'opportunité qu'il pressentait depuis le début.
Alors que la nuit du repêchage se déroule, Anthony est présent sur le lieu de l'événement, le Radio City Music Hall de New York. Contre la volonté d'Anthony, Sonny décide de choisir Mack comme premier choix global pour les Browns de Cleveland. Les téléspectateurs sont choqués de voir et d'entendre cela, tandis qu'Anthony se rend à l'aéroport de Teterboro pour rentrer à Cleveland avec l'intention de licencier Sonny. Le reste du front office est également stupéfait de voir pourquoi Sonny a choisi Mack, et ils acceptent tous de voir Sonny tirer une fois qu'Anthony reviendra.
Sonny appelle la direction des Jaguars de Jacksonville et propose d'échanger quelques choix. Au milieu de la conférence téléphonique, Anthony arrive et confronte Sonny pour avoir apparemment saboté la sélection du repêchage, mais Sonny dit qu'il veut terminer la conférence téléphonique pour que l'échange ait lieu. Cela se concrétise lorsque le septième choix, qui était à l'origine détenu par les Browns, est transmis aux Jaguars, et l'équipe réceptrice sélectionne Callahan. Le reste de la direction des Browns est impressionné et Anthony annonce que Sonny conservera son poste de directeur général.
Plus tard, Sonny et sa mère Barbara se réconcilient. La saison se déroule, tandis que Mack et d'autres recrues entrent sur le terrain.

## Fiche technique
Sauf indication contraire, les informations mentionnées dans cette section peuvent être confirmées par la base de données cinématographiques IMDb,  présente dans la section « Liens externes ».
- Titre original : Draft Day
- Titre québécois : Le Repêchage
- Titre français : Le Pari
- Réalisation : Ivan Reitman
- Scénario : Rajiv Joseph et Scott Rothman
- Direction artistique : John Bucklin et Gregory A. Weimerskirch
- Décors : Maria Nay
- Costumes : Frank L. Fleming
- Photographie : Eric Steelberg
- Montage : Sheldon Kahn (en)
- Musique : John Debney
- Production : Ivan Reitman, Ali Ball et Joe Medjuck (en)
- Sociétés de production : Odd Lot Entertainment et The Montecito Picture Company
- Sociétés de distribution : Summit Entertainment et Lionsgate (États-Unis), Metropolitan Filmexport[2] (France)
- Budget : 25 000 000 de dollars[3]
- Pays de production :  États-Unis
- Langue originale : anglais
- Format : couleur − 2.35 : 1 − son Dolby numérique − 35 mm
- Genre : comédie dramatique, sport
- Durée : 109 minutes
- Dates de sortie[4] :
  - États-Unis, Canada : 11 avril 2014
  - France : 11 février 2015 (directement en vidéo)
- Classification[5] :
  - États-Unis : PG-13
  - France : tous publics

## Distribution

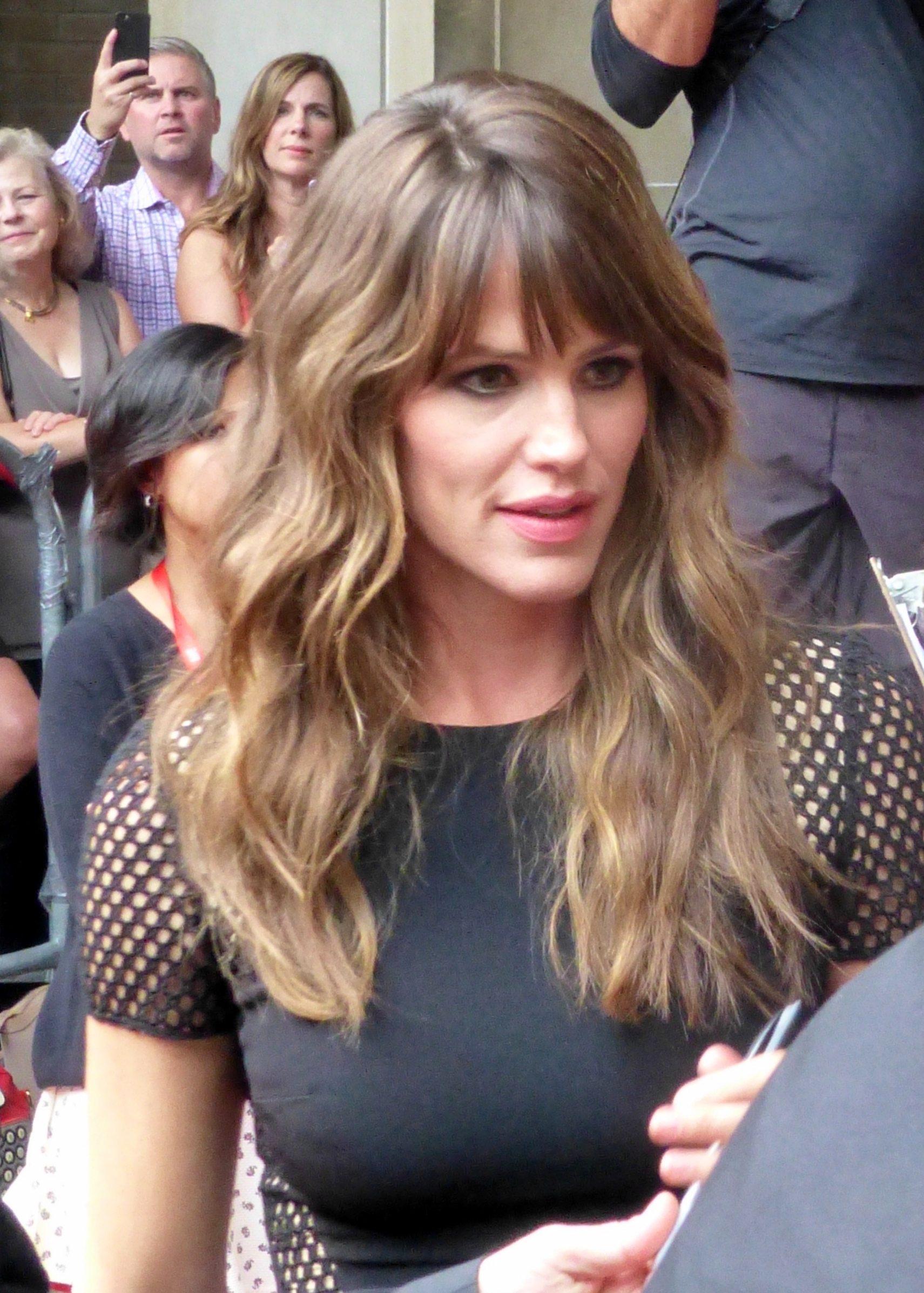
L'actrice principale Jennifer Garner, l'année de sortie du film.

- Kevin Costner (VF : Bernard Lanneau ; VQ : Marc Bellier) : Sonny Weaver Jr.
- Jennifer Garner (VFB : Marie De Potter[6] ; VQ : Aline Pinsonneault) : Ali Parker
- Frank Langella (VQ : Vincent Davy) : Anthony Molina
- Chadwick Boseman (VQ : Frédéric Paquet) : Vontae Mack
- Josh Pence : Bo Callahan
- Denis Leary : Coach Penn
- Terry Crews (VQ : Widemir Normil) : Earl Jennings
- Timothy Simons (VQ : Pierre-Étienne Rouillard) : Marx
- David Ramsey (VQ : Frédérik Zacharek) : Thompson
- Wade Williams (VQ : Tristan Harvey) : O'Reilly
- Tom Welling (VQ : Guillaume Champoux) : Brian Drew
- Sam Elliott (VQ : Guy Nadon) : Coach Moore
- Patrick Saint-Esprit : Tom Michaels

Sources et légendes : version française (VF) sur RS Doublage version québécoise (VQ) sur Doublage.qc.ca
Personnalités de l'univers du football américain jouant leur propre rôle
- Ray Lewis
- Bernie Kosar
- Jim Brown
- Jon Gruden
- Roger Goodell

## Production

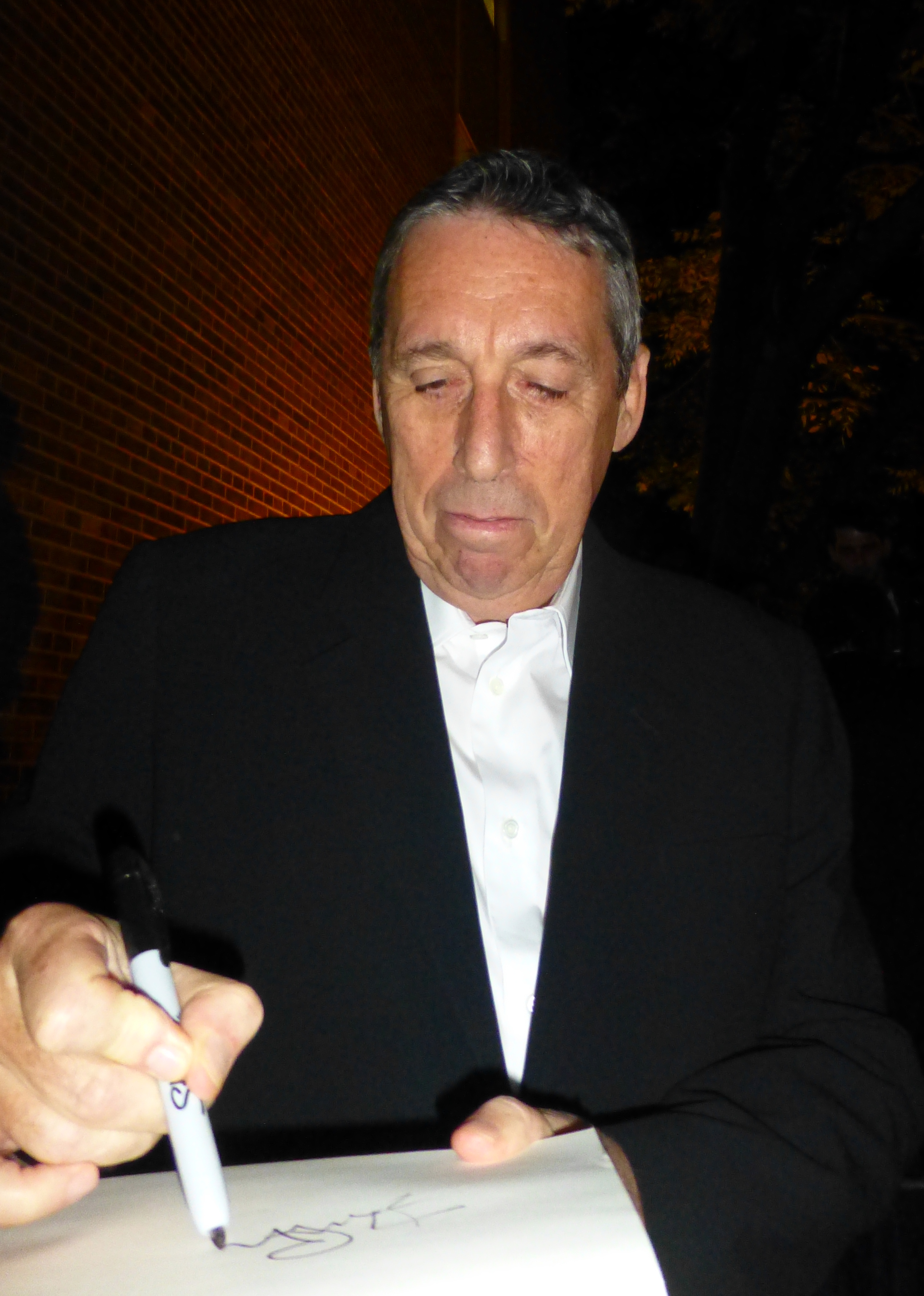
Le réalisateur du film, Ivan Reitman, au TIFF 2014.

### Genèse et développement
Le scénario figure dans la The Black List des scénarios sans studio de 2012,. Initialement, l'histoire était centrée autour de l'équipe des Bills de Buffalo (dans l'État de New York). Mais ce sont finalement les Browns de Cleveland qui sont choisis car le tournage dans l'Ohio est moins coûteux.

### Attribution des rôles
Des personnalités de la National Football League apparaissent à l'écran comme le commissaire de la ligue Roger Goodell ou le journaliste sportif d'ESPN Chris Berman.

### Tournage
Le tournage débute le 8 mai 2013. Un certain nombre de séquences sont des réactions réelles filmées, en 2013, lors de la Draft 2013 de la NFL, ainsi que des plans de fans des Browns de Cleveland dans des bars locaux[réf. nécessaire].

## Sortie et accueil

### Promotion
Une bande-annonce est diffusée durant le Super Bowl XLVIII.

### Critique
Le film obtient des critiques partagée. Sur l'agrégateur américain Rotten Tomatoes, il recueille 60% de critiques positives, avec un score moyen de 5,8/10 et sur la base de 161 critiques collectées. Sur Metacritic, il obtient une note de 54/100 sur la base de 33 critiques.

### Box-office
| Pays ou région    | Box-office   | Date d'arrêt du box-office | Nombre de semaines |
| ----------------- | ------------ | -------------------------- | ------------------ |
| États-Unis Canada | 28 842 237 $ | 19 juin 2014               | 10                 |
| Reste du monde    | 619 809 $    |                            |                    |
| Mondial           | 29 462 046 $ |                            |                    |

## Clins d’œil
- À la fin du film, on peut voir un maillot floqué « Medjuck ». Joe Medjuck (en) est un producteur qui a travaillé à de nombreuses reprises avec Ivan Reitman[10].
- Le film regroupe plusieurs acteurs ayant joués dans des films ou séries liés à Superman : Kevin Costner a interprété Jonathan Kent dans Man of Steel (2013), Tom Welling est Clark Kent dans Smallville et enfin Frank Langella qui joue Perry White dans Superman Returns (2006)[10],[11].